# Муколитические средства
Муколитические средства (лат. mucus — слизь + др.-греч. λιτότης — простота, малость, умеренность) — лекарственные средства, которые разжижают мокроту и облегчают её выведение из лёгких, воздействуя на её физические и химические свойства. 
Особенность действия муколитических средств заключается в том, что они разжижают мокроту, практически не увеличивая её в объёме (за счёт разрыва дисульфидных связей кислых мукополисахаридов).
Муколитики применяются при остром и хроническом бронхитах, пневмонии, муковисцидозе, бронхиальной астме; для оказания патогенетического влияния на сам процесс воспаления в дыхательных путях.
Показаниями для применения препаратов этой группы являются клинические состояния, при которых отмечается кашель с густой, вязкой, трудноотделяемой мокротой. Сильное разжижение мокроты при нарушении её оттока может привести к переполнению бронхов секретом, поэтому при приёме муколитиков должен быть обеспечен адекватный дренаж бронхов (постуральный дренаж, вибромассаж грудной клетки). Механизм разжижающего действия муколитиков различный. Муколитический эффект ацетилцистеина и эрдостеина обусловлен разрывом дисульфидных связей гликопротеинов мокроты, что способствует облегчению эвакуации мокроты из бронхов.
Популярные муколитики: бромгексин, амброксол, экстракт листьев плюща (эффективность сомнительна), сироп корня солодки, ацетилцистеин, эрдостеин, мукалтин.

## Классификация
Существуют различные классификации мукоактивных препаратов. Для практического применения наиболее удобна такая классификация:
- секретомоторные (рефлекторного и резорбтивного действия);
- муколитические (протеолитические ферменты и синтетические).

Секреторные, или отхаркивающие, лекарственные средства увеличивают функциональную активность мерцательного эпителия бронхов и перистальтику. Использование таких средств ограничено, так как при наличии густого секрета, их эффект малозначительный. Наиболее широкое применение у синтетических мукоактивных лекарственных средств.
Для эффективной доставки муколитиков в бронхи можно использовать небулайзеры.